# Корепанов Віталій Степанович
Коре́панов Віта́лій Степа́нович (*28 червня 1928, село Вожкир, Балезінський район) — удмуртський лікар-терапевт, Заслужений лікар Удмуртської АРСР (1963), народний лікар СРСР (1980).
В 1954 році закінчив ІДМІ та клінічну ординатуру з терапії. Трудову діяльність почав в Можгинській центральній районній поліклініці як дільничий терапевт, потім став завідувачем терапевтичного відділення. Викладач в Можгинському медичному училищі (1954-1958). Лікар вищої кваліфікації.
Нагороджений орденом Трудового Червоного Прапора.